# Novembre 1904

## Événements
- France[1] : départ de Marseille de l'expédition de De Segonzac au Maroc (hiver 1904-1905).

- 6 - 9 novembre : congrès des représentants de zemstvos à Saint-Pétersbourg. Adoption d’un programme libéral en 11 points. Campagne des banquets.

- 9 novembre : Wilbur Wright vole sur 2,75 miles (environ 4,4 km) à Dayton (Ohio) ; c'est le premier vol de plus de cinq minutes. À noter les vives controverses en France à propos de tous ces « vols » des Frères Wright. Dès 1904, les Français reprochent l'absence de toute homologation de ces « vols », de témoins impartiaux et de documents photographiques. Aucun de ces vols n'est d'ailleurs pris en compte officiellement par les autorités françaises et européennes gérant l'aviation. Ainsi, il faut attendre 1908 pour voir le premier kilomètre officiellement pris en compte par les archives de l'aviation européenne (Henri Farman franchira ce kilomètre « officiel » en 1908).

- 8 novembre : Theodore Roosevelt (R) est réélu président des États-Unis.

- 13 novembre :
  - en Pologne, l'armée réprime dans le sang une révolte anti-russe.
  - À Ostende, Paul Baras établit un nouveau record de vitesse terrestre : 168,22 km/h.

- 25 novembre : Simon-Napoléon Parent (libéral) est réélu Premier ministre du Québec.

## Naissances
- 1er novembre : Louis Bacon, trompettiste et chanteur de jazz américain († 8 décembre 1967).
- 12 novembre : Jacques Tourneur, réalisateur français († 19 décembre 1977).
- 14 novembre : Harold Larwood, joueur de cricket anglais († 22 juillet 1995).
- 16 novembre : Renée Saint-Cyr, comédienne française († 11 juillet 2004).
- 18 novembre : Jean Paul Lemieux, artiste-peintre.
- 26 novembre : Armand Frappier, médecin.

## Décès
- 4 novembre : Valentine Cameron Prinsep, peintre anglais (° 14 février 1838).
- 7 ou 17 novembre : Edmund Burke Fairfield, homme politique américain (° 7 août 1821).
- 22 novembre : Théophile de Bock, peintre néerlandais (° 14 janvier 1851).
- 24 novembre : Christopher Dresser, architecte britannique (° 4 juillet 1834).